# Hunkovići
Hunkovići (cyr. Хунковићи) – wieś w Bośni i Hercegowinie, w Republice Serbskiej, w gminie Čajniče. W 2013 roku liczyła 19 mieszkańców.